# Physocleora santiosa
Physocleora santiosa är en fjärilsart som beskrevs av William Schaus 1927. Physocleora santiosa ingår i släktet Physocleora och familjen mätare. Inga underarter finns listade i Catalogue of Life.